# Босумтві
Босумтві (англ. Bosumtwi) — безстічне озеро в Гані. Розташоване в стародавньому ударному метеоритному кратері за 30 км на південний схід від міста Кумасі, столиці провінції Ашанті. Це єдине велике природне озеро в країні. Навколо нього є близько 30 поселень, населення яких складає близько 70 000 осіб.

## Характеристика
Ударний метеоритний кратер становить 10,5 км (6,5 милі) у діаметрі, тобто він дещо більший, ніж розміри нинішнього озера, які становлять близько 8,6 км (5,0 миль) у поперечнику. Кратер утворився 1,07 млн років тому під час плейстоценного періоду. Глибина кратера становить близько 380 м, але, якщо рахувати разом з глибиною озерних відкладень, то вона становити — близько 750 м. Найбільша глибина озера — 86 м. Площа дзеркала озера — 400 км².
Кратер озера Босумтві частково зруйнований і розташований у густому тропічному лісі, що утруднює його вивчення, в результаті підтвердження його походження від впливу метеориту — повністю не доведено. Особливості від ударів з небесним тілом, такі як роздвоєні конуси, значною мірою заросли рослинністю або вкриті озером. Тим не менш, буріння центрального піднесення кратера під дном озера нещодавно забезпечило велику кількість дуже цікавих матеріалів для наукового вивчення. Тектити, що сформувалися, як вважають, від впливу удару метеориту, знаходять в сусідній країні Кот-д'Івуарі, а споріднені мікротектити були виявлені в глибоководних відкладах на захід від Африканського континенту

## Значення
Босумтві — священне озеро народу ашанті. Згідно з традиційними переконаннями цього народу, душі померлих приходять сюди, щоб попрощатися з богинею Асасе Я.
Навколо озера розташовано близько 30 сіл, із загальним населенням близько 70 000 осіб. Озеро Босумтві — популярна курортна зона відпочинку, яка використовується для купання, риболовлі та плавання на човнах. Існує традиційне табу культури народу ашанті на торкання до води заліза, тому на озері можна використовувати лише дерев'яні човни. Ловити рибу в озері також можливо лише з дерев'яних помостів.
В озері живуть ендемічний вид риб Hemichromis frempongi та субендеміки Tilapia busumana і Tilapia discolor.
Неподалік озера Босумтві було створено великий зоопарк «Kumasi Zoo».